# Macrostomion philippinense
Macrostomion philippinense är en stekelart som först beskrevs av Baker 1917.  Macrostomion philippinense ingår i släktet Macrostomion och familjen bracksteklar. Inga underarter finns listade i Catalogue of Life.